# San Carlos (Córdoba)
San Carlos è un comune della Colombia facente parte del dipartimento di Córdoba.
Il centro abitato venne fondato da Juan de Torrezal Dias Pimienta nel 1751, mentre l'istituzione del comune è del 1923.